# Doctor Sleep
Doctor Sleep is een Amerikaanse psychologische horrorfilm uit 2019 onder regie van Mike Flanagan. De hoofdrollen worden vertolkt door Ewan McGregor, Rebecca Ferguson, Kyliegh Curran en Cliff Curtis. De film is gebaseerd op de gelijknamige roman van Stephen King uit 2013 en is het vervolg op de film The Shining.

## Verhaal
Doctor Sleep speelt zich 30 jaar af na de gebeurtenissen van The Overlook Hotel. Danny Torrance is inmiddels een volwassen man maar kampt nog steeds met nachtmerries over zijn vader. Om van zijn nare dromen af te komen, verhuist hij naar een andere stad om een nieuw leven te starten. Hij ontmoet daar het jonge meisje Abra, dat net zoals hijzelf een speciale gave bezit.

## Rolverdeling
| Acteur           | Personage                     |
| ---------------- | ----------------------------- |
| Ewan McGregor    | Danny "Dan" Torrance          |
| Rebecca Ferguson | Rose "the Hat"                |
| Kyliegh Curran   | Abra Stone                    |
| Carl Lumbly      | Dick Hallorann                |
| Zahn McClarnon   | Crow Daddy                    |
| Emily Alyn Lind  | Snakebite Andi                |
| Bruce Greenwood  | Dr. John Dalton               |
| Jocelin Donahue  | Lucy Stone                    |
| Zackary Momoh    | Dave Stone                    |
| Selena Anduze    | Apron Annie                   |
| Carel Struycken  | "Grampa" Flick                |
| Katie Parker     | Silent Sarey                  |
| Alex Essoe       | Wendy Torrance                |
| Roger Dale Floyd | jonge Danny                   |
| Cliff Curtis     | Billy Freeman                 |
| Jacob Tremblay   | Bradley Trevor                |
| Chelsea Talmadge | Deenie                        |
| Violet McGraw    | Violet Hansen                 |
| Henry Thomas     | Lloyd de barman/Jack Torrance |
| Molly C. Quinn   | Mrs Grady                     |

## Productie

### Ontwikkeling
De productie van de film begon in 2014. In 2016 raakte bekend dat Akiva Goldsman verantwoordelijk zou zijn voor het scenario en ook de film zou produceren. Er kon echter geen budget worden vastgesteld. Het was daarnaast onduidelijk of de film een vervolg zou zijn op The Shining of een prequel over de gebeurtenissen in The Overlook Hotel.
In 2017 werd Goldsman vervangen door de regisseur Mike Flanagan die ook het scenario zou herschrijven en ook de film zou gaan monteren.

### Casting
Van juni 2017 tot en met november 2018 werd de cast gecomplementeerd.

### Opnames
De opnames gingen in september 2018 van start en vonden plaats in de Amerikaanse staat Georgia.

## Release
Doctor Sleep werd in Nederland op 7 november 2019 uitgebracht en in de Verenigde Staten een dag later.

### Ontvangst
De film ontvangt positieve kritieken op zowel Rotten Tomatoes waar het 77% gemengde reviews ontving, gebaseerd op 270 beoordelingen als op Metacritic waar de film werd beoordeeld met een metascore van 60/100, gebaseerd op 44 critici.